# 이승환 (축구 선수)
이승환(李承桓, 1997년 5월 16일~)은 대한민국의 축구 선수이며 포지션은 수비수이다.